# Новочеркаське духовне училище
Новочеркаське духовне училище (рос. Новочеркасское духовное училище) розташоване в центрі Новочеркаська (Ростовська область, Росія) на проспекті Єрмака. 

## Історія
У середині XIX століття на проспекті Єрмака було збудовано двоповерховий особняк в російському стилі, належить генерал-майору Шушкову; будівлю було характерним зразкам архітектури Новочеркаська. У 1863 році воно було придбано Єпархіальним управлінням і в ньому було облаштовано Духовне училище. 

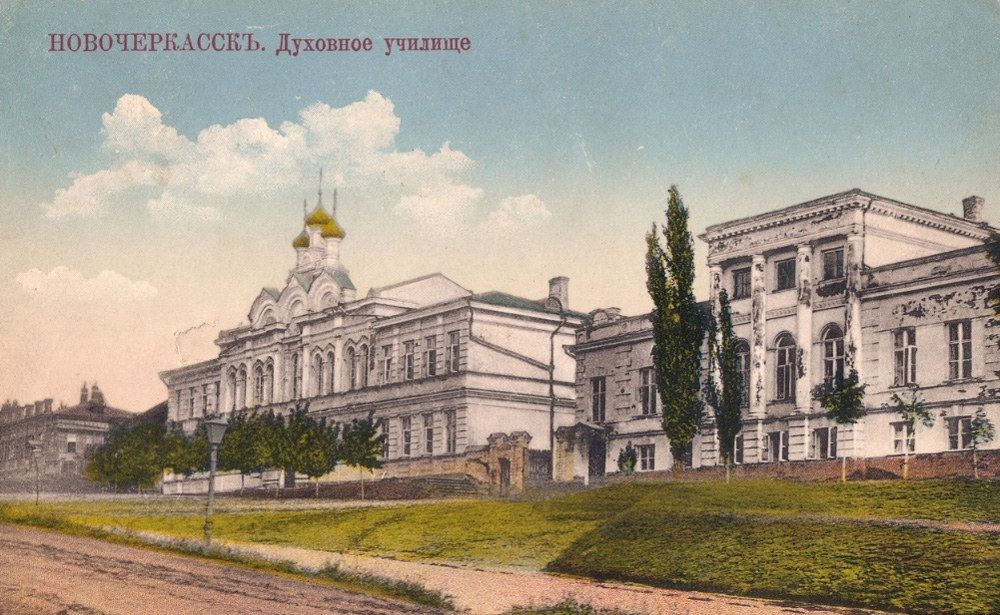
Духовне і повітові училища на листівці дореволюційній

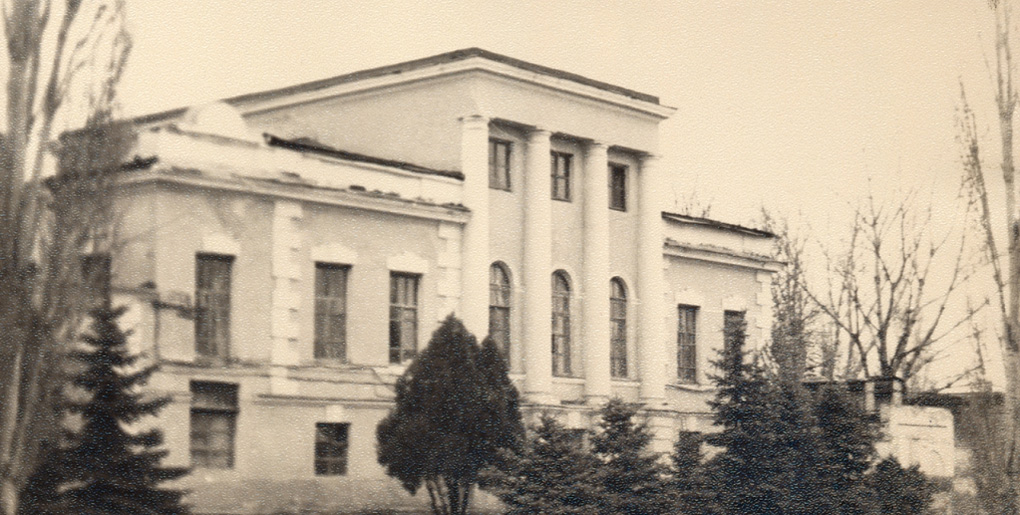
Повітове училище після революції

31 серпня 1902 року повністю була закінчена перебудова двоповерхового корпусу і на його другому поверсі створена домова церква в ім'я Покрови Божої Матері. Освятив Покровську церкву 22 вересня 1902 року архієпископ Донський і Новочеркаський Афанасій. У 1915 році архієпископ Митрофан (Сімашкевич) затвердив статут Покровського братства при Новочеркаському духовному училищі, метою якого було «надавати матеріальну допомогу вихованцям Новочеркаського духовного училища і сприяти їх релігійно-морального виховання».
Після Жовтневої революції училище закрили, і воно втратило церковних цибулястих куполів. Тут була організована колонія для малолітніх безпритульних дітей. Приміщення домової церкви використовувалося як актовий зал, конференц-зал та бібліотека. Безпритульників навчали ливарній справі та іншим виробничим професіям, заклавши таким чином основи майбутнього верстатобудівного заводу. Цей статус підприємство отримало в 1941 році перед Великої Вітчизняної війною. Після війни в ньому розташовувалося заводоуправління Новочеркаського верстатобудівного заводу. В даний час тут розташований офіс банку «Центр-Інвест». Будинок є архітектурною та культурною спадщиною міста.
Розташоване поряд з ним будинок — це повітове училище, побудована архітектором Війська Донського К. К. Пейкором в 1818 році, являє собою двоповерховий кам'яний будинок з мезоніном, прикрашених портиком на напівколона. Повітове училище було переведено сюди з Черкаська (нині станиця Старочеркасская). У ньому навчалися переважно діти привілейованих верств населення. У радянський час будинок був адміністративним корпусом Новочеркаського верстатобудівного заводу.